# Eduard Spiegler
Eduard Spiegler (* 14. August 1860 in Wien; † 20. Juli 1908 ebenda) war ein österreichischer Dermatologe.

## Leben
Eduard Spiegler war der Sohn eines jüdischen Textilindustriellen. Nach Besuch des Gymnasiums studierte er ab 1880  Chemie an den Universitäten Wien, Straßburg, Jena, Zürich und Graz. An der Universität Graz wurde er 1885 zum Dr. phil. promoviert. Zusätzlich studierte er ab 1881 Medizin und wurde 1888 in Graz zum Dr. med. promoviert.

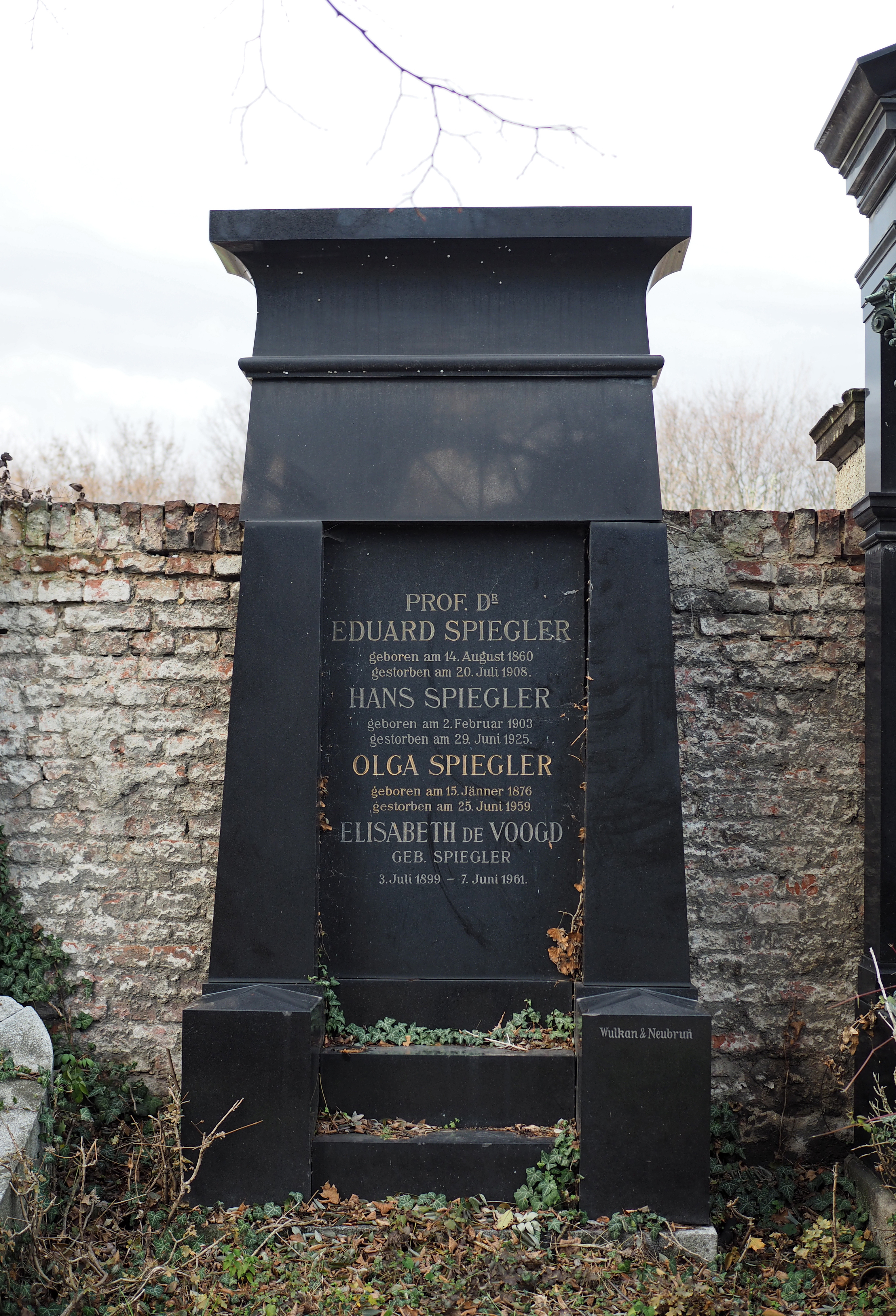
Grab von Eduard Spiegler auf dem Wiener Zentralfriedhof

Als Sekundararzt am Wiener Allgemeinen Krankenhaus arbeitete er im chemischen Labor der pathologisch-anatomischen Abteilung bei Ernst Ludwig und im Hygieneinstitut bei Max von Gruber. Ab 1892 war er Assistent bei Moritz Kaposi. 
1897 wurde er in Wien für Dermatologie habilitiert und wechselte an die dermatologische Abteilung des Kaiser-Franz-Joseph-Spitals. Ab 1900 war er, als Nachfolger Johann Heinrich Rilles, Vorstand der Abteilung für Dermatologie an der Allgemeinen Poliklinik Wien und leitete diese bis zu seinem Tod. Sein Nachfolger wurde Hugo Fasal. 1903 wurde Spiegler zum außerordentlichen Professor ernannt. 
1904 gründete Spiegler eine Stiftung mit einem Laboratorium unter der Leitung von Sigmund Fraenkel.
Er forschte auf dem Gebiet der Syphilis. Nach ihm benannt sind das Spiegler’sche Reagens, der Spiegler-Tumor und das Brooke-Spiegler-Syndrom.
Seine letzte Ruhestätte fand Eduard Spiegler in der Alten jüdischen Abteilung des Wiener Zentralfriedhofs (Tor 1, Gruppe 20, Reihe 24, Nummer 187).

## Schriften (Auswahl)
- Zur Kenntnis der Hydroxylamin-Reaction. Dissertation, Universität Graz, 1884 (handschriftlich), gedruckt in drei Teilen:
  - I: Zur Kenntniss der Euxanthongruppe. In: Sitzungsberichte der Mathematisch-Naturwissenschaftlichen Klasse der Kaiserlichen Akademie der Wissenschaften. Bd. 89 (1884), S. 680–687.
  - II: Über einige hochmolekulare Acetoxime der Fettreihe. In: Sitzungsberichte der Mathematisch-Naturwissenschaftlichen Klasse der Kaiserlichen Akademie der Wissenschaften. Bd. 89 (1884), S. 890–892.
  - III: Zur Kenntniss des Diphenylacetoxims. In: Sitzungsberichte der Mathematisch-Naturwissenschaftlichen Klasse der Kaiserlichen Akademie der Wissenschaften. Bd. 89 (1884), S. 688–692.